# Danny Hart
Pour les articles homonymes, voir Hart.
Danny Hart (né le 20 septembre 1991 à Redcar, Angleterre) est un cycliste anglais spécialiste de la descente. Il est le gagnant de l'épreuve de descente des championnats du monde de VTT et de Trial 2011.
Hart est très attaché à sa ville natale Redcar. Ayant reçu du financement d'une association de Redcar et Cleveland lorsqu'il était junior, il appuie, en collaboration avec Jonathan Edwards et Charlotte Ellis, le lancement d'un projet artistique de plusieurs millions de livres à Redcar en octobre 2011, peu de temps après être devenu champion du monde,.

## Palmarès en VTT

### Championnats du monde
- Canberra 2009
  -  Médaillé de bronze de la descente juniors
- Mont Sainte-Anne 2010
  - 8e de la descente
- Champéry 2011
  -  Champion du monde de descente
- Val di Sole 2016
  -  Champion du monde de descente
- Lenzerheide 2018
  -  Médaillé de bronze de la descente
- Val di Sole 2021
  - 5e de la descente

### Coupe du monde
Le 9 juillet 2016, il gagne sa première manche de coupe du monde à Lenzerheide lors de la Coupe du monde de VTT 2016.
- Coupe du monde de descente
  - 2010 : 8e du classement général
  - 2011 : 4e du classement général
  - 2012 : 8e du classement général
  - 2013 : 9e du classement général
  - 2014 : 8e du classement général
  - 2015 : 7e du classement général
  - 2016 : 2e du classement général, vainqueur de trois manches
  - 2017 : 6e du classement général
  - 2018 : 3e du classement général
  - 2019 : 4e du classement général, vainqueur d'une manche
  - 2020 : 19e du classement général
  - 2021 : 9e du classement général
  - 2022 : 9e du classement général
  - 2023 : 23e du classement général
  - 2024 : 14e du classement général

### Championnats d'Europe
- Maribor 2021
  -  Médaillé de bronze de la descente

### Championnats de Grande-Bretagne
- Champion de Grande-Bretagne de descente : 2015 et 2019